# Andrew Considine
Andrew MacLaren Considine (ur. 1 kwietnia 1987 r. w Aberdeen) – szkocki piłkarz występujący na pozycji obrońcy w St. Johnstone.